# كريم أباد (مقاطعة تشالوس)
كريم أباد (بالإنجليزية: Karimabad, Chalus)‏ هي منطقة سكنية تقع في مازندران في إيران. يقدر عدد سكانها بـ 219 نسمة .